# Michel Farinel
Michel Farinel [Farinelli] est un violoniste et compositeur français né à Grenoble le 23 mai 1649, actif en France et à l’étranger dans la période 1670-1710 et mort à La Tronche le 18 juin 1726.

## Biographie

### Origines et jeunesse

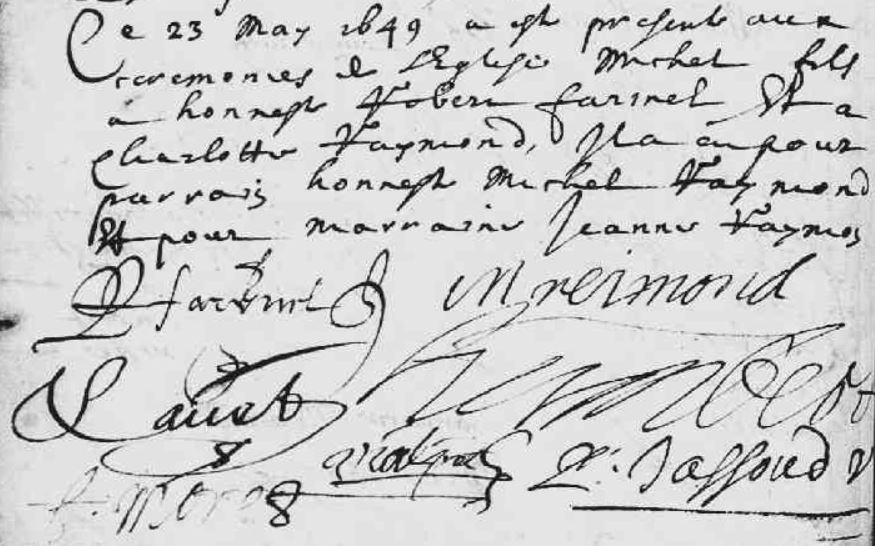
Acte de naissance de Michel Farinel (1649-1726). AD Isère.

Son autobiographie imprimée est jointe à un recueil manuscrit de ses œuvres réapparu en 1997 ; elle permet de retracer un itinéraire assez compliqué dans divers pays européens.
Son grand-père Gabriel Farinel [Farinelli] est écuyer et meurt en 1596, probablement de la peste. Son fils Robert est alors initié à la musique par un oncle et est présenté à la cour de Savoie. Il travaille à Turin d’environ 1635 jusqu’en 1646 pour Christine de France, duchesse de Savoie, étant cité sous le nom de Roberto Farinelli detto il piccolo. Il travaille là avec son frère Francesco Farinello detto il grande, lui aussi musicien, attaché à la cour de Savoie jusqu’à la fin de sa vie (1674) et père de deux autres musiciens, prénommés Agostino et Stefano.
Robert retire à Grenoble vers 1646-1649 ; il épouse là Charlotte Raymond - la fille de François Raymond La Violette, ménétrier d’origine lyonnaise actif à Grenoble - qui donne naissance à Michel en 1649, à son frère Jean-Baptiste (Grenoble 1655 - Venise ca. 1725), lui aussi un musicien actif à l’étranger, et à une sœur prénommée Claude.
Michel est baptisé le 23 mai 1649 à Grenoble, paroisse Saint-Hugues Saint-Jean et il déclare avoir composé dès l’âge de 11 ou 12 ans. C’est probablement son père Robert qui l’a dégrossi en musique, sans qu’on sache s’il est allé apprendre son métier ailleurs, ni où...
La carrière de Michel Farinel se caractérise par une certaine instabilité et de nombreux voyages. Il n’a jamais occupé un poste plus de deux ou trois ans, sauf peut-être lorsqu’il était au service du duc de Spinola.

### Premiers postes en France
Recommandé par César de Choiseul du Plessis-Praslin (qui fut entre 1632 et 1635 ambassadeur du roi à Turin, donc ayant pu rencontrer là Robert Farinel), il est attaché dès 1667 à la maison d’Henriette d’Angleterre (1644-1670), épouse depuis 1661 de Philippe d’Orléans, puis se met au service en 1668 du chevalier Constantin-Ignace de Bouillon, qui l’emmène jusqu’à Lisbonne, voyage durant lequel il pourra jouer ses premières œuvres devant la reine du Portugal, Marie-Françoise-Élisabeth de Savoie. En 1670, Henriette d’Angleterre et le chevalier de Bouillon meurent, de sorte que Michel revient à Grenoble.
Il devient alors maître de musique du monastère royal de Montfleury, où les filles nobles de la région mènent une vie monacale sous une règle assez libre, et déclare dans son autobiographie y avoir composé là, de 1669 à 1671, « les premiers préludes luthés qui ont paru en France, et plusieurs Simphonies qu’on a ensuite appellez Sonnates, et l’on peut voir dans les anciens livres de la tribune de ces Dames, des bruits de Tempestes, des Tremblants, des fugues battues, et des Basses obstinées qu’on a depuis souvent imitées dans les operas ». Toutes sources, hélas, perdues.
En 1672, Farinel remonte à Paris, se met en relation avec Guillaume Dumanoir, « roi des violons » et premiers des Vingt-quatre violons du roi, compose pour lui et devient membre de cette compagnie. Un voyage à la suite de la cour lui donne l’occasion de faire jouer à Dijon « un petit opera latin sur l’histoire du chaste Joseph ». Visiblement en confiance avec Guillaume Dumanoir, celui-ci lui donne la lieutenance de sa charge pour le Languedoc, d’abord à Montpellier en 1673 puis à Nîmes le 21 janvier 1676. Il met en musique, à cette époque, des psaumes traduits par Antoine Godeau. C’est à Montpellier qu’il se lie d’amitié avec « Milord Insiguin », qui le décide à venir à Londres en 1675 et le recommande au roi Charles II d’Angleterre.

### Les postes à l’étranger: Angleterre, Espagne, Italie
Charles II lui donne une pension et l’emploie comme musicien de sa cour. Michel se marie en 1678 avec Marie-Anne Cambert, fille du compositeur Robert Cambert, émigré à Londres après ses déboires parisiens. Mais son séjour anglais ne dure que trois ans, Farinel refusant de signer le Serment de suprématie et doit donc revenir en France ; Charles II le recommande alors Marie-Louise d'Orléans, fille d’Henriette d’Angleterre et nièce de Charles II, sur le point de partir à Madrid pour épouser Charles II d’Espagne. 
Michel revient brièvement à Paris avec sa femme, fait jouer plusieurs de ses œuvres devant la cour avant de partir à Madrid à la fin de 1679, où il assure la surintendance de la musique et des ballets de la nouvelle reine d’Espagne. Il est responsable de la composition de « toute la musique, sinfonie et dances » qui seront ordonnés pour les divertissements royaux, doit jouer et accompagner au clavecin, reçoit 440 lt de gages et s’intègre alors à une troupe de 34 musiciens parmi lesquels on trouve aussi Michel de La Barre, tous placés sous la direction de Henry Guichard et engagés par l’ambassadeur d’Espagne, le marquis de Los Balbases. La longévité de cette troupe de musiciens fut courte, ne dépassant probablement pas 1680.
Peut-être est-ce à cette époque que Michel passe au service de François-Marie Spinola, duc de San Pietro, prince de Molfetta, grand d’Espagne (1659-1727) - et gendre du marquis de Los Balbases - pour qui il travaille jusqu’en vers 1687 ou 1689 en Italie, épisode sur lequel on manque de détails.

### De nouveaux postes en France
En 1687, Farinel acquiert une charge de violon dans la musique du roi, pour 2808 lt, mais comme il n’est pas mentionné dans les rôles de la musique du roi on doit supposer qu’il ne l’exerça pas. Il revient encore une fois à Grenoble, et y achète en 1691 l’office d’assesseur en l’élection de Grenoble, puis en 1692 celle de payeur des gages du Parlement du Dauphiné. Cet achat suscitant quelque opposition - comment un artiste pourrait-il assurer une fonction administrative ? - il défend cette accession par divers mémoires jusqu’à ce qu’elle lui soit confirmée par le Parlement. Il gardera cette charge jusqu’à la fin de sa vie sans renoncer pour autant à exercer son métier de compositeur.
En janvier 1697 il concourt avec succès devant le chapitre de la cathédrale Saint-Étienne de Toulouse pour obtenir la maîtrise de la chapelle. Engagé tout de suite jusqu’à la Toussaint puis pour trois ans, il sollicite très vite un congé d’un mois pour faire chanter sa musique à l’occasion des États de Languedoc à Montpellier... et finalement démissionne de son poste à Toulouse le 14 décembre 1697, en faveur de Jean Gilles.
En 1703, Farinel est à Lyon. Il laisse à sa femme une procuration pour gérer ses affaires, et reprend l’exploitation du privilège de l’opéra en association avec Auguste Tiffon, bourgeois de Lyon, et un maître à danser lyonnais, Nicolas Ranc, chacun apportant 2000 lt. Leur association doit durer jusqu’en 1709, mais les affaires tournent mal assez vite et Farinel, dès avril 1704, doit abandonner la direction à Ranc, avec ses parts des objets, décors, etc. Les œuvres jouées dans cet intervalle sont mal identifiées, peut-être y eut-il Bellérophon de Jean-Baptiste Lully.

### Derniers voyages
Sans abandonner son attache grenobloise, Farinel entreprend de se rendre au Danemark, se réclamant dans son autobiographie de son amitié pour le frère du roi, et peut-être pour y retrouver son frère Jean-Baptiste. Sur la route, il fait séjour à Berne et Fribourg en Suisse et Landshut en Bavière en 1708 (c’est de cette année que sont datés un psaume de Godeau et un psaume latin présents dans son Abrégé) ; il dit avoir été très bien accueilli et avoir fait entendre des compositions faites exprès pour « Messieurs de l’Estat de Berne ». 
En 1707 il fait imprimer son autobiographie (document d’un genre très rare pour un musicien, qui fait penser - toutes proportions gardées - aux autobiographies de Georg Philipp Telemann) et semble confectionner un recueil de ses œuvres passées. Après 1708, les renseignements deviennent très lacunaires. Il soutient un procès contre son frère Jean-Baptiste à propos du remboursement d’un prêt, et est inhumé à La Tronche, près de Grenoble, le 18 juin 1726, paroisse Saint-Ferjus, âgé de 77 ans et ayant survécu deux ans seulement à sa femme, inhumée le 30 avril 1724 dans la même paroisse.

## Œuvres

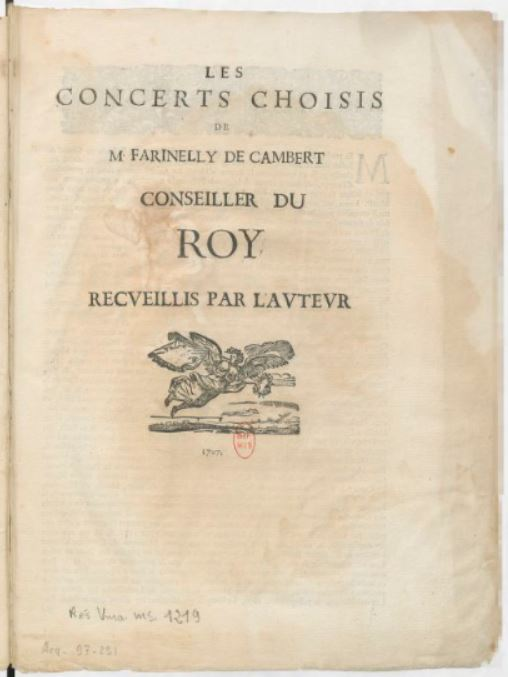
Page de titre des Concerts choisis (1707). Paris BNF.

Les œuvres de Farinel sont essentiellement restées manuscrites (il dit lui-même dans son autobiographie : « Il est vray que comme je n’ay jamais souffert qu’on ait imprimé ma musique, elle est moins commune que celle des autres auteurs, mais elle n’en est pas moins estimée de mes amis, qui sont les seuls à qui je la consacre... ») ; de plus elles sont presque complètement perdues, seule subsiste une partie de basse continue de ce qui pourrait être le recueil personnel de ses œuvres, précédée de son autobiographie imprimée :
- Les concerts choisis de M. Farinelly de Cambert conseiller du roy, recueillis par l’auteur 1707. Partie de basse continue seule existante. Numérisé sur Gallica. Le volume porte une couverture ainsi libellée : Abrégé des concerts choisis de M. F.. D. C.. en VIII livres. Basse continue. Contenant toutes simphonies, les concerts du premier volume et les ouvrages pieux du second.

Farinel revendique d’avoir été un précurseur sur plusieurs formes, disant dans son autobiographie : « Qu’on examine les temps où mes ouvrages ont estez composez et l’on sera convaincû que je n’ay point imité Monsr. de Lully ; par exemple mon chour de la serenade de la Reine fut fait deux ans avant Phaëton, et il en est de même de diverses autres choses. Mes preludes, mes sonnates, ma Marianne, ma Dragonne, ma Daphné, mon Ismène, mes Folies d’Espagne et d’Angleterre etc. ont parû avant les pièces de Monsr Corelli... », ce qui peut être aussi le signe d’une certaine frustration professionnelle.

### Musique dramatique

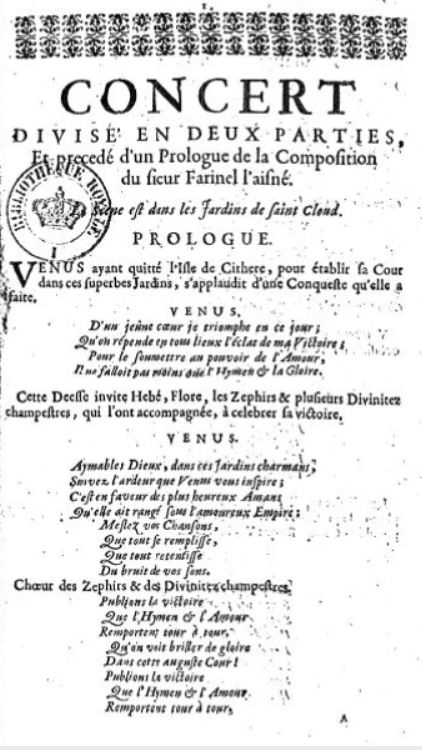
Page de titre du Concert divisé en deux parties (1679). Paris BNF.

La seconde section de l’Abrégé regroupe cinq divertissements. Le second qui est cité ici n'y figure pas.
- Les Chants de la paix, donnés à Fontainebleau pour la reine d'Espagne en 1679,

Paroles publiées en novembre 1701 par le Mercure galant, p. 8-21 (numérisé sur Gallica). Livret republié par Thomas Amaulry à Lyon, 1704, probablement à l’occasion d’une reprise à l’opéra de Lyon (Paris BNF : 8-TH-3003 (A).
- L’Union de la France et de l’Espagne.

Livret publié par Thomas Amaulry à Lyon, 1704. À priori, il ne s’agit pas de la pièce homonyme publiée à Lyon en 1701 et 1702.
- Tragédie d’Apollon.
- Petit concert de Windsor
- Petit concert de Burgos présenté à Leurs Majestés Chrétiennes à la fin de novembre 1679.
- Concert divisé en deux parties & précédé d’un prologue.

Paroles anonymes, musique de Farinel, livret in-4° cité par La Vallière 1760 p. 125. Paris BNF : YF-752. Numérisé sur Gallica. Permis d’imprimer du 6 septembre 1679. Il s’agit de la Sérénade de la Reine donnée au Palais Mazarin le 7 septembre 1679.

### Musique sacrée et spirituelle
La troisième section de l’Abrégé contient 17 pièces vocales sacrées en latin ou en français :
- 9 mises en musique de 8 psaumes paraphrasés par Antoine Godeau (Ps. 26, 28, 32 donné au château de « Landshout » en 1708, 116, 118, 138, 145, 148, 148) ;
- 2 psaumes en latin (Ps. 6 Domine ne in furore et 129 De profundis), le premier donné à « Fribourg en Suisse le 24 mars 1708 » ;
- 3 noëls (2 en français, 1 en latin) ;
- Un motet en français « Grand Dieu pardonne » ;
- Une cantate biblique tirée du Cantique des Cantiques (intitulée Le Chaste amour) ;

Ils correspondent probablement aux pages 9-17 du Recueils de vers spirituels de Guichard cité plus bas.
- Un Concert sur la naissance de Notre Sauveur.
- Un « petit opéra latin sur l’histoire du chaste Joseph », joué à Dijon en 1674, cité dans l’autobiographie.
- Henry Guichard, Recueil de vers spirituels sur plusieurs passages de l’Écriture et des Pères pour être accommodez au chant, présenté aux Dames du royal monastère de Montfleury. Grenoble : J. Verdier, 1696. Grenoble BM.

Finalement, Farinel n’a pas beaucoup composé de musique sacrée ; peut-être est-ce la raison de son peu de volonté de rester à la maîtrise de la cathédrale de Toulouse. Sans doute ne possédait-il pas un vrai métier de maître de chapelle, et sa production reste essentiellement profane et spirituelle.

### Musique profane

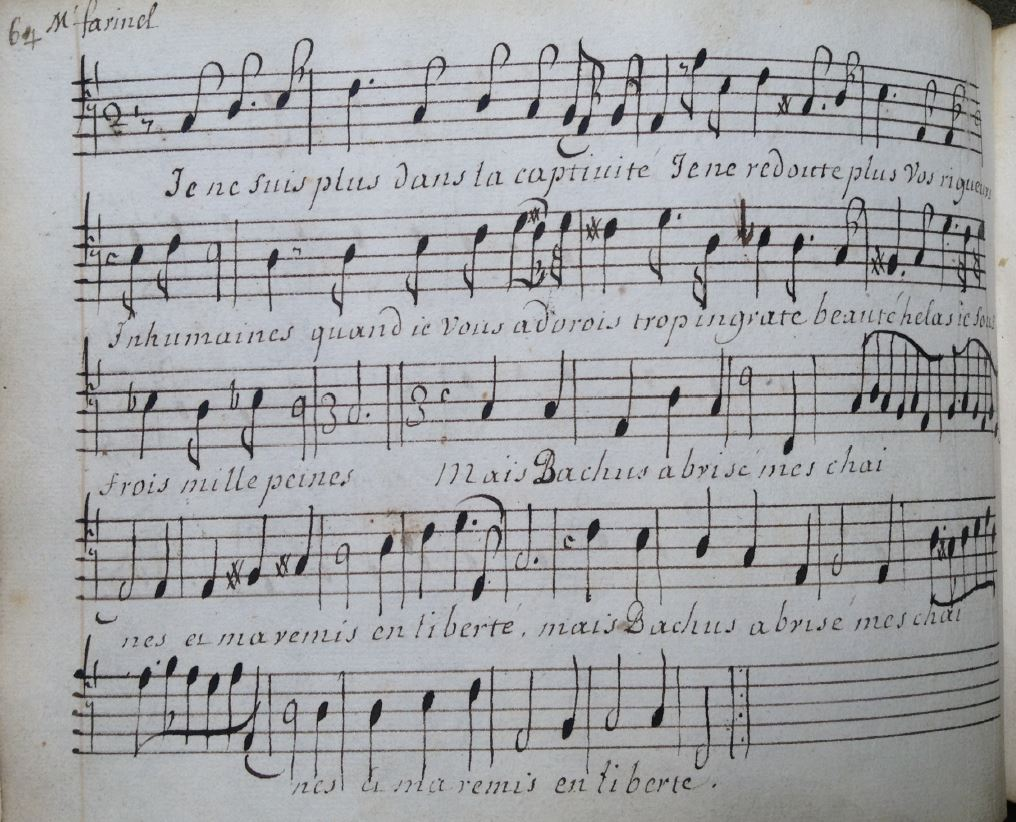
Air de M. Farinel dans le recueil Airs de différens compositeurs, 1678 (London WAL)

La première section de l’Abrégé contient vingt suites instrumentales à 2, 3, 5 et 6 parties, disposées par tonalité.
On y reconnait certains mouvements extraits des pièces sacrées ou dramatiques qui sont copiées dans la suite du volume : Ouverture des Chants de la paix, extrait de la Tragédie d'Apollon, L'Insiguin provenant du Petit concert de Windsor, Les Follies d'Espagne, La Marianne probablement en hommage à sa femme, l’Ouverture de la Sérénade de la Reine, l’ouverture du Concert sur la naissance de Notre Sauveur, l’ouverture du motet Grand Dieu pardonne et l’ouverture du Petit concert de Windsor.
Les Folies d’Espagne (ou Folia) ont été ses seules œuvres imprimées.
Elles sont connues sous le nom de Farinel’s ground et publiées à Londres après le départ de Farinel, en 1682 (RISM F 104 et 105, servant ici de support aux chansons politiques Joy to great Caesar et The King’s health), reprises en 1683 (The genteel companion, being exact directions for the recorder... (Londres, R. Hunt et H. Salter, 1683, RISM 16837) et en 1695 (The Division violin ; the first part containing a choice collection of divisions for the treble-violin... (Londres, H. Playford, 1695, RISM 169514).
L’œuvre est aussi connue dans divers manuscrits, par exemple dans New Haven YUL : Music Library, Misc. Ms. 170, Filmer 26.
Le thème est publié par John Hawkins dans A general history of the science and practice of music (Londres, 1776, vol. 5, p. 473), avec une attribution erronée à Jean-Baptiste Farinel dans le vol. 4, p. 75, note (ces volumes sont sur Internet Archive].
- Un air Je ne suis plus dans la captivité signé Farinel figure dans le recueil des Airs de différens compositeurs, 1678 (Londres, Westminser Abbey Library : CG.27.)